# La Boissière (Jura)
La Boissière ist eine französische Gemeinde im Département Jura in der Region Bourgogne-Franche-Comté. Sie gehört zum Arrondissement Lons-le-Saunier und zum Kanton Moirans-en-Montagne. 
Die Nachbargemeinden sind:
- Marigna-sur-Valouse im Norden
- Valzin en Petite Montagne mit Chatonnay im Osten
- Dramelay im Süden
- Montlainsia mit Lains im Südwesten
- Montrevel im Westen

## Bevölkerungsentwicklung
| Jahr                       | 1962 | 1968 | 1975 | 1982 | 1990 | 1999 | 2008 | 2017 |
| -------------------------- | ---- | ---- | ---- | ---- | ---- | ---- | ---- | ---- |
| Einwohner                  | 92   | 74   | 52   | 49   | 44   | 52   | 65   | 68   |
| Quellen: Cassini und INSEE |      |      |      |      |      |      |      |      |

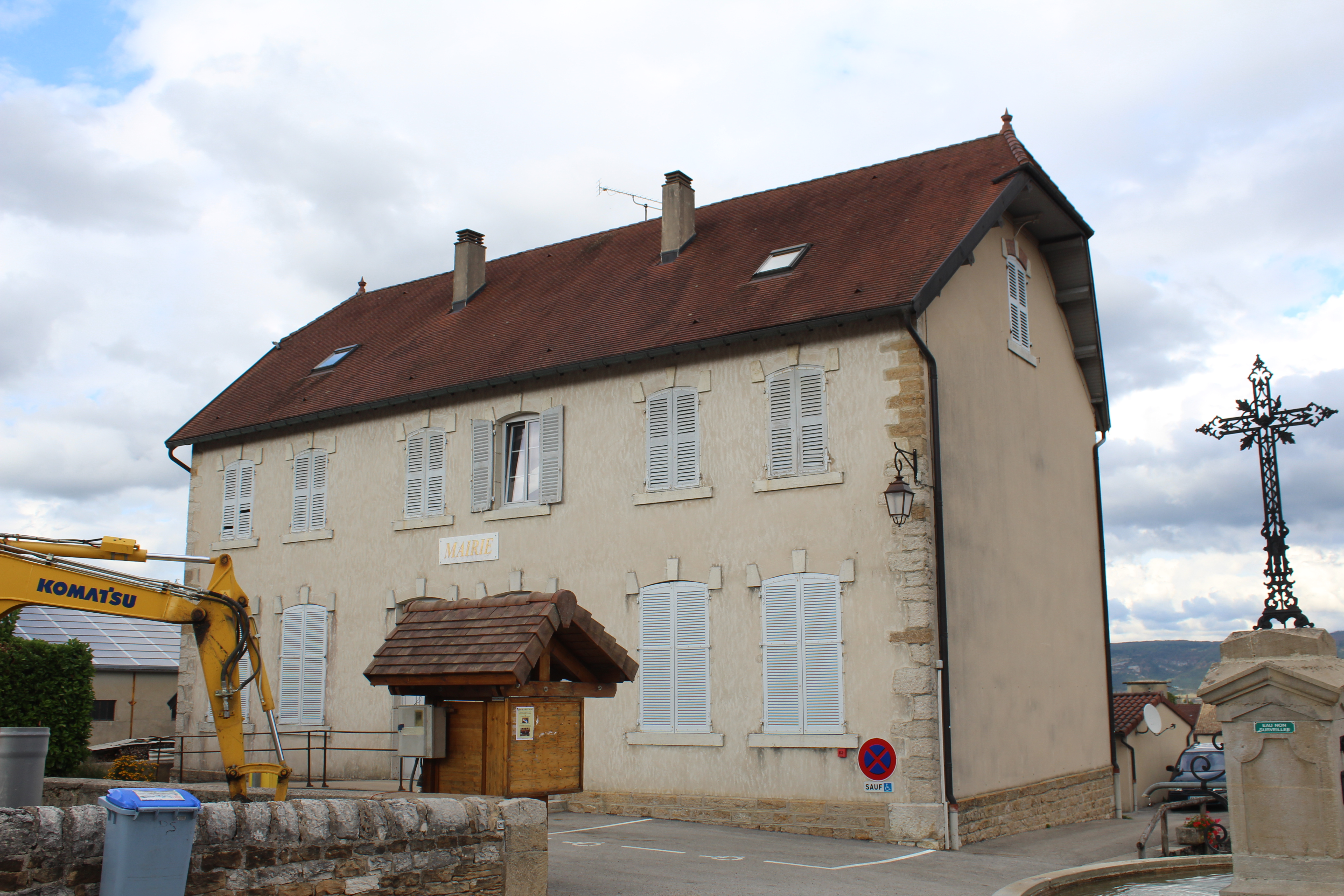
Mairie La Boissière
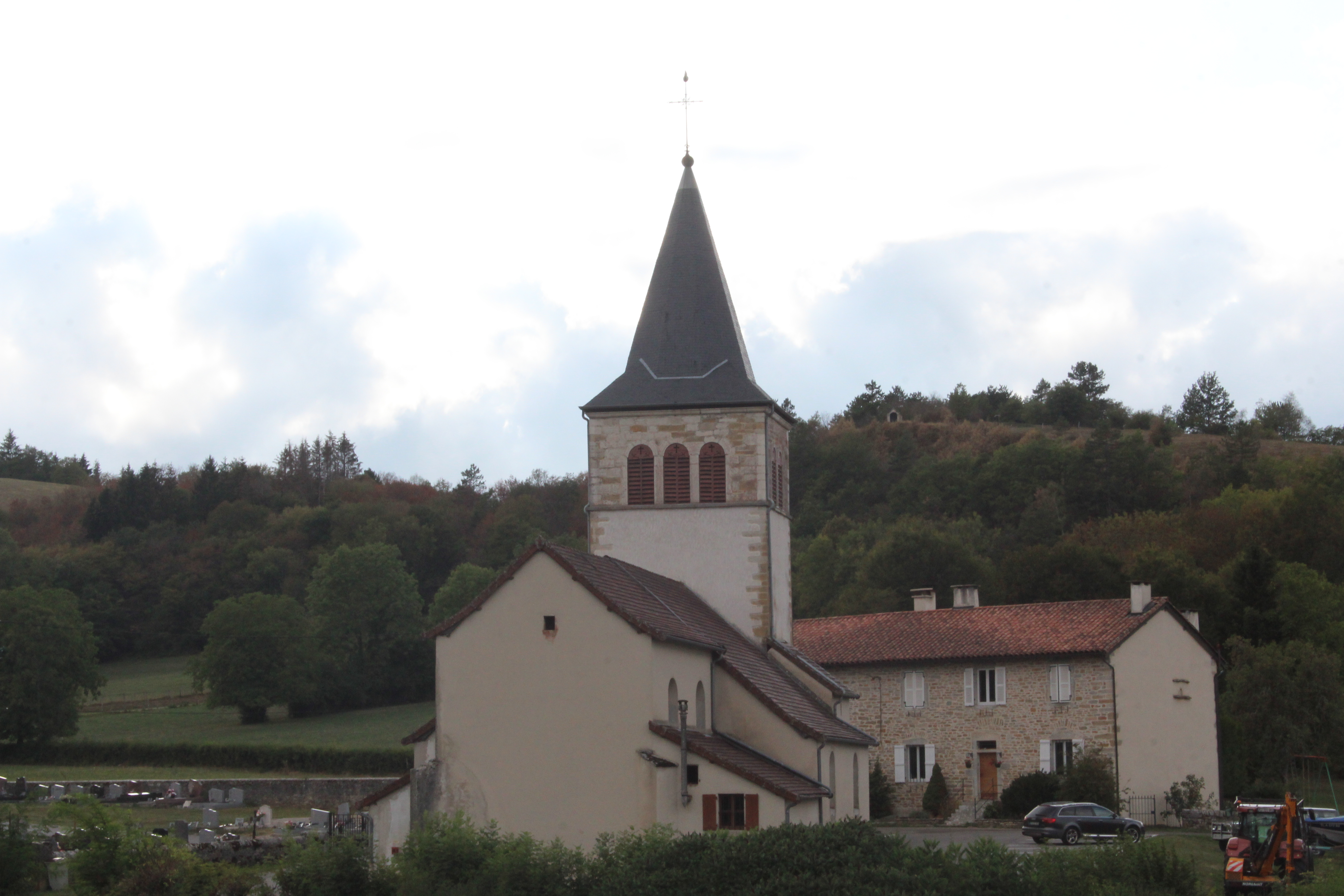
Kirche Saint-Pierre